# Tavernelle (Veneto)
Tavernelle (Tavarnełe in veneto) è una frazione divisa tra i comuni italiani di Altavilla Vicentina e Sovizzo, in provincia di Vicenza. Alcune località periferiche, rispettivamente a nord e a ovest, ricadono nei comuni di Creazzo e Montecchio Maggiore.

## Geografia
La frazione si trova nella pianura vicentina. A sinistra si incontrano i Colli Berici mentre a destra le Prealpi Vicentine della zona della Lessinia, questa particolare posizione ha favorito il confluire di strade fin dall'epoca romana, in particolare Via Postumia che dal 148 a.C. univa Aquileia a Genova.
Conta circa 1 300 abitanti ed è conosciuta come una delle zone più ricche di Vicenza. La strada Statale 11 che la attraversa è una via di intenso traffico commerciale, trovandosi in una delle zone più industriose d'Italia.

## Origine del nome
La frazione si formò intorno a piccole locande e osterie che erano punti di ristoro per i viaggiatori che da Aquileia si recavano a Genova, proprio da queste osterie e taverne si compose il nome originario Tabernulae che con il tempo fu modificato in  Tavernelle. Questo non ha trovato sempre gli storici concordanti.

## Storia

### Le origini
La frazione ha origini antiche, sicuramente presente sotto l'imperatore Flavio Gioviano nel 363 d.C., una pietra miliare si trovava sul V miglio della strada consolare che la univa al Municipium Vincentiae.

La posizione favorì il passaggio di tutti gli eserciti e gli occupanti che attraversavano il territorio Veneto. 

### Il medioevo
Nel 488 vi transitò Teodorico il Grande con il suo esercito quando si diresse a Verona a combattere contro Odoacre e, in seguito, il longobardo Alboino nel suo avanzare verso Milano nel 569 da Cividale del Friuli.

Tavernelle divenne l'ultima barriera di difesa dei Visconti quando furono attaccati dai vescovi di Vicenza che avevano avuto l'appoggio dagli imperatori germanici acquisendo il titolo di conti di Altavilla, Tavernelle e Brendola, costruendo un castello a difesa degli abitanti di Trissino e di Velo. Proprio la posizione geografica della località la rese territorio d'invasione e di accampamento degli eserciti che nell'attraversarla per raggiungere Vicenza e Venezia, qui si riposavano e rifocillavano nelle osterie e nelle taverne, nonché territorio di scontri fra le fazioni guelfe e ghibelline nei primi secoli del secondo millennio.
Il XIII secolo il territorio era sotto il dominio della famiglia Da Romano. Antonio Godi ne fa nel suo Cronaca di Antonio Godi Vicentino dall'anno MCXCIV all'anno MCCLX ne fa una descrizione particolareggiata:  non posso passare sotto silenzio i dolori, la desolazione , le prevaricazioni, la corruttela , gli incendi e le stragi che furono a Vicenza e luoghi limitrofi al tempo dei Signori da Romano , che per la prima volta imposero alla Città il giogo del servaggio.. Fu quello un periodo di violenze e saccheggi causati dall'imperatore Federico II protetto da Ezzelino III da Romano. Con la morte dell'imperatore, anche il potere della famiglia e di Ezzelino sulla popolazione vicentina e di Tavernelle cessò.

Nell'aprile del 1312 scoppiò a Vicenza un grave pestilenza e molti cittadini fuggirono dalla città trovando rifugio nella campagna di Tavernelle, situazione che si ripropose nel 1347 con la peste favorendo lo sviluppo della frazione con l'apertuta di nuove attività commerciali, di ostelli e di stazioni per cavalli. La cittadina era sotto la protezione dei Visconti, ma dopo la morte di Gian Galeazzo, la popolazione, nel 1404, dovette cedere alla Repubblica di Venezia. L'entrata dei veneziati a Vicenza il 25 aprile, passò proprio da Tavernelle.
Nel 1509 Vicenza fu conquistata da Massimiliano I d'Asburgo, ma come raccontano le cronache non si fermò in città e la notte stessa si trasferì con i suoi 3000 fanti nella campagna di Tavernelle e Altavilla. Cita un anonimo andò a alozar a Altavilla e alle Tavernelle , et per altre ville, et era con circa 3 mille persone a cavallo ben in ordine, mentre Gaetano Maccà scrisse: 1509 … pone la venuta del detto Imperatore a Vicenza nel dì 17 di ottobre alle ore 23 circa, e dice, che in quella sera stessa andò fuori di Vicenza con tutta la Sua compagnia, et andò ad allogiar alle Tavernelle et ad Altavilla longi da Vicenza V miglia , e la sua compagnia alloggiò per quelle ville più appresso et alli 18, che fu giorno di S.Luca, il detto Imperatore con tutta la sua compagnia se ne andò a Monteforte. Scrisse ancora il Maccà gli eventi che si susseguirono negli anni successivi, quando Venezia riconquistò il territorio vicentino: 1510… parte dell’esercito tedesco portossi ad alloggiare alle Tavernelle . Ivi fu assalito dall’esercito Veneto : ma sopraggiunta la notte, i Tedeschi ebbero tempo di allontanarsi verso Verona. 1513 . Ai 9 di giugno Giovanni Paolo Manfrone con Battista Dotto capitano di 500 fanti ed alcuni pochi uomini di arme uscirono da Vicenza, e si fermarono alle Tavernelle per ostare a’ Tedeschi e Veronesi , i quali partiti da Verona venivano a danneggiare il Vicentino . Alli 5 di ottobre l’esercito Veneto andò contro i Tedeschi e Spagnoli alle Tavernelle; ma i nemici si ritirarono alla Motta.

### L'età moderna
Tra il 1796 e il 1814 la zona di Tavernelle fu occupata dall'esercito napoleonico prima, da qui il nome Napoleonica a questo tratto di strada che collegava a Trieste, da quello austro-ungarico poi e nuovamente da quello napoleonico con conseguente devastazione.

La costruzione nel 1846 della stazione ferroviaria diede però un maggior impulso al territorio..

## Monumenti e luoghi d'interesse

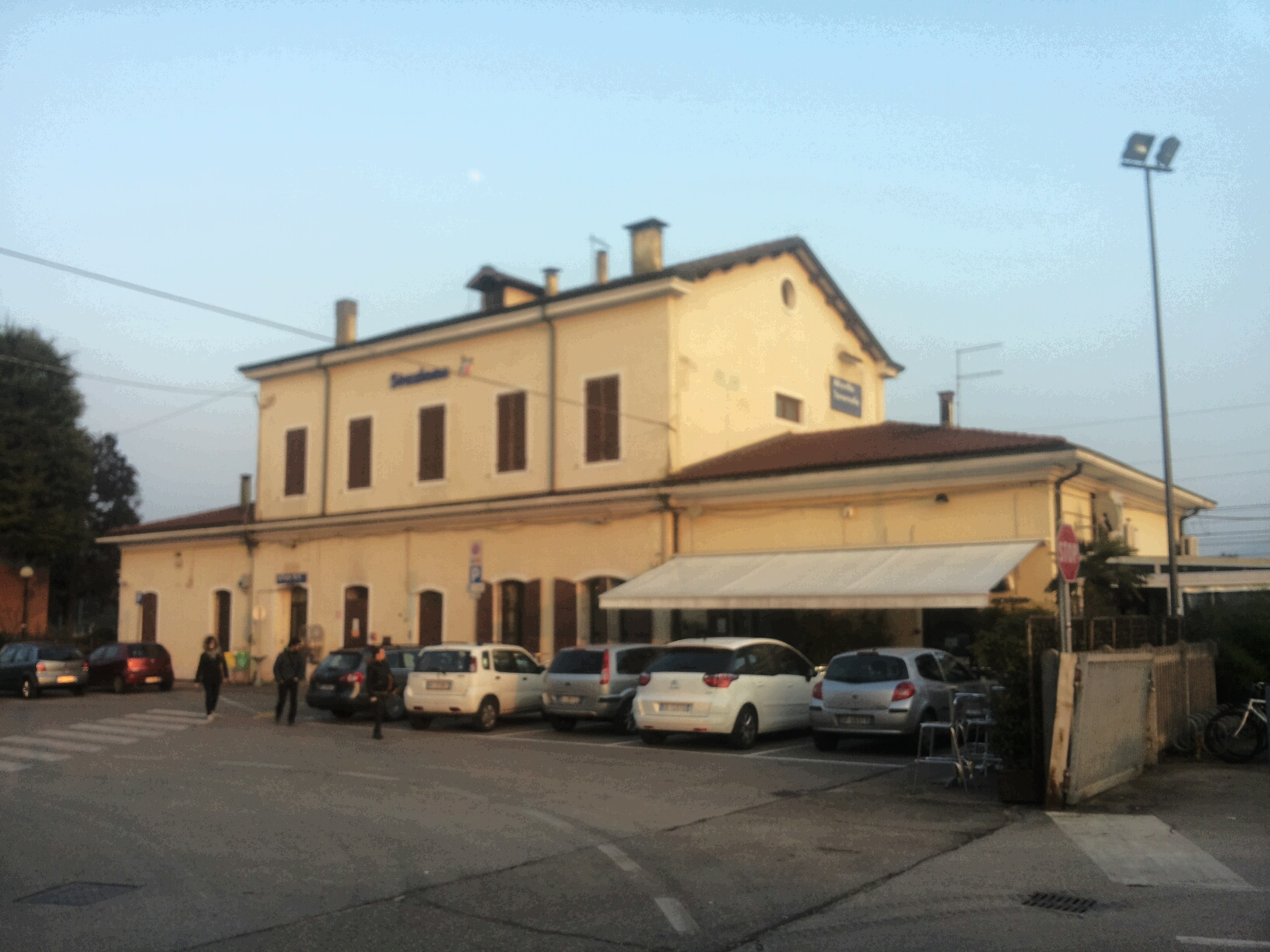
Stazione di Altavilla Tavernelle

- Chiesa Valmarana-Morosini edificata nel 1600 dalla famiglia Valmarana, conserva tele di Giulio Carpioni e Emilio Paggiaro. la chiesa di proprietà della famiglia e dal 1902 dalla figlia di Michele Morosini, Marosina. Dal 23 giugno 1997, per diritto di usucapione, la chiesa divenne di proprietà della parrocchia di Santa Maria Nascente.[14]
- Chiesa parrocchiale di Santa Maria Nascente costruita nel 1975.

## Cultura e tradizioni
Questa frazione è conosciuta anche per la sagra del baccalà, preparato da sempre dagli alpini che si tramandano una delle ricette migliori in circolazione. La sagra fu organizzata per la prima volta nel 1967 diventando con gli anni un appuntamento importante per la cittadinanza.